# Kostel svatého Michala (Žižkovo Pole)
Kostel svatého Michala (případně kostel svatého Michaela nebo kostel svatého Michaela archanděla) je filiální kostel v římskokatolické farnosti Přibyslav, nachází se v centru obce Žizkovo Pole v areálu hřbitova. Kostel je chráněn jako kulturní památka České republiky.
Kostel je barokní jednolodní stavbou s gotickým jádrem s pravoúhlým závěrem. Na severní straně kostela ke kostelu přiléhá hranolová věž se stanovou střechou. Na ose západní strany průčelí je předsíň, na jižní straně kostela jsou dva přístavky, na východní straně věže je přístavek se schodištěm. Stavba je zděná s kamenným zdivem v soklu věže, omítnuta je tvrdou omítkou. Kostel je pokrytý sedlovou střechou. Předsíň má kamennou dlažbu, zaklena je valenou klenbou. Hlavní loď má v západní části umístěnu kruchtu, dlážděná je cementovými čtvercovými dlaždicemi. Strop hlavní lodi je plochý. V jižní zdi lodi jsou dva okenní otvory, další okno je v kruchtě, v severní zdi jsou také dva okenní otvory. Presbytář je zaklenut křížovou klenbou. Součástí kostela je sakristie v podvěží.

## Historie
Kostel byl postaven v 13. nebo 14. století. V 17. století byl kostel připojen k farnosti Přibyslav.